# Boligee
Boligee es un pueblo del Condado de Greene, Alabama, Estados Unidos. En el censo de 2000, su población era de 369. 

## Demografía
En el 2000 la renta per cápita promedia del hogar era de $ 15.000$, y el ingreso promedio para una familia era de 16.146$. El ingreso per cápita para la localidad era de 7.909$. Los hombres tenían un ingreso per cápita de 23.750$ contra 21.000$ para las mujeres.

## Geografía
Boligee está situado en 32°45′50″N 88°1′33″O / 32.76389, -88.02583 (32.763768, -88.025968).
Según la Oficina del Censo de los EE. UU., la ciudad tiene un área total de 3.96 millas cuadradas (10.25 km ²).